# El malcriao (álbum)
El malcriao es uno de los CD realizado por el cantante cubano Osmani García también conocido como La Voz o El Malcriao dicho nombre se le pegó justo por este CD. Este CD fue producido en el año 2011 por la empresa discográfica EGREM y fue un éxito a nivel nacional e incluso a nivel internacional no tuvo mala acogida por los fanáticos a la música cubana y al reguetón cubano. 

## Breve descripción del CD
Uno de los más populares intérpretes del reguetón en Cuba, presenta la propuesta El malcriao, una suerte de compilación de todos los éxitos que ha tenido en su corta carrera, tanto en audio como en vídeo. Temas conocidos como Nada contigo, Acaríciame, Gira que te veo fija, entre otros, aparecen aquí, junto a otros de más cercana producción como Ella es mía o la versión de concierto de Mujer o Tú me hieres. Invitados importantes del mundo del reguetón, así como del bailable cubano y del pop aparecen a dúo con Osmani; tales como Leoni Torres, Gente de zona, Laritza Bacallao, entre otros.
Contiene CD+DVD.

## Contenido del DVD
1. La malcría / dir. Osmani García
2. Acaríciame / dir. Bilko Cuervo
3. Ella es mía / dir. Emilio Lluveras
4. Hacer el amor / dir. Indira Magaz
5. Tú me hieres (en vivo) / dir. Emilio Lluveras
6. Loca / dir. Emilio Lluveras
7. Gira que te veo fija / dir. Emilio Lluveras
8. Nada contigo / dir. Omar Proenza
9. No es culpa tuya / dir. Emilio Lluveras
10. Mujer (en vivo) / dir. Emilio Lluveras

## Listado de canciones
1. Intro / Intérprete: Osmani García / duración: 0:55
2. La malcría / Intérprete: Osmani García / duración: 3:34
3. Acaríciame / Intérprete: Osmani García / duración: 3:29
4. Hacer el amor / Intérprete: Osmani García Invitado: La Sociedad / duración: 4:15
5. No me enamoro / Intérprete: Osmani García Invitado: Gente de Zona / duración: 4:06
6. Deja la locura / Intérprete: Osmani García Invitados: El Pillo / Los Cuatro / duración: 4:15
7. Tú me hieres / Intérprete: Osmani García Invitada: Laritza Bacallao / duración: 4:13
8. Loca / Intérprete: Osmani García Invitados / duración: 4:12
9. Gira que te veo fija / Intérprete: Osmani García Invitados / duración: 5:42
10. Nada contigo / Intérprete: Osmani García / duración: 3:40
11. No es culpa tuya / Intérprete: Osmani García / duración: 3:25
12. Mujer / Intérprete: Osmani García / duración: 3:26

## Créditos del CD
Producción:
- Osmani García

Diseño gráfico:
- José Alberto Salom “Pepe”